# Ганс Крістерн
Ганс Крістерн (нім. Hans Christern; 24 січня 1900 — 17 червня 1966) — німецький офіцер, оберст вермахту, кавалер Лицарського хреста Залізного хреста.

## Біографія
Син доктора медичних наук Йоганна Фрідріха Крістерна. В 1918 році, після закінчення середньої школи поступив на службу в Імперську армію. Крістерн встиг взяти участь у Першій світовій війні, отримав важке поранення. Після війни продовжив службу в рейхсвері, але в 1921 році був звільнений у відставку. Працював фермером і регіональним політиком. 1 січня 1936 року повернувся на військову службу. Через важке поранення йому довелось скористатись заступництвом Генріха Ебербаха, щоб вступити у вермахт.
Учасник Польської і Французької кампаній, в останній — як командир батальйону 31-го танкового полку 5-ї танкової дивізії. З 1941 року — на різних штабних та інструкторських посадах, очолив відділ танкових шкіл генеральної інспекції танкових військ. З 1 лютого (офіційно — з березня) 1944 року — командир 35-го танкового полку 4-ї танкової дивізії. З 24 березня 1945 року — заступник командира, з 26 березня — командир 7-ї танкової дивізії. 8 травня разом із бійцями дивізії здався в британський полон в Шверіні.
Після звільнення з полону працював фермером, в 1949 році балотувався в бундестаг як кандидат від ХДС.

## Особистість
Під час Другої світової війни начальство описувало Крістерна як «захопливу, живу особистість» і як «творчого офіцера».

## Сім'я
Дружина — Лені Крістерн. Під час війни вона керувала великим сільськогосподарським підприємством і отримала ряд нагород:
- грамота за високу продуктивність виробництва (1 травня 1943);
- почесна грамота імперського переможця конкурсу продуктивності виробництва в галузі овочівництва (1944);
- регіональний диплом за видатні досягнення підприємства в «битві досягнень німецьких підприємств» (1 травня 1944).

## Нагороди

### Перша світова війна
- Залізний хрест 2-го класу
- Ганзейський Хрест (Любек)
- Нагрудний знак «За поранення» в чорному

### Міжвоєнний період
- Почесний хрест ветерана війни з мечами
- Медаль «За вислугу років у Вермахті» 4-го класу (4 роки)
- Медаль «У пам'ять 1 жовтня 1938»

### Друга світова війна
- Застібка до Залізного хреста 2-го класу
- Залізний хрест 1-го класу
- Нагрудний знак «За танкову атаку»
- Нагрудний знак «За поранення» в сріблі
- Лицарський хрест Залізного хреста (31 січня 1941)